# Lee Mears
Lee Andrew Mears (Torquay, 5 marzo 1979) è un ex rugbista a 15 britannico, nazionale inglese, che ha militato per tutta la sua carriera come tallonatore nel Bath, in Guinness Premiership.

## Biografia
Mears iniziò a giocare a rugby fin dalla scuola elementare e continuò durante tutto il suo excursus scolastico, venendo selezionato dapprima per la rappresentativa del Devon, poi dell'Inghilterra U-16, U-18, U-19 e U-21: con quest'ultima partecipò anche alla relativa Coppa del Mondo di categoria.
Il primo contratto da professionista fu firmato nel 1997 per il Bath, nel quale all'inizio fece molta panchina, chiuso nel ruolo di tallonatore da Andy Long, Mark Regan e Jonathan Humphreys. Successivamente, dopo i trasferimenti dei primi due e una serie di infortuni a carico di Humphreys, dal 2004 Mears ha avuto un ruolo più o meno stabile in squadra.
Selezionato nell'Inghilterra "A" che disputò la Churchill Cup 2004 non fu tuttavia schierato: lo fu nell'edizione successiva, dopodiché arrivò anche la chiamata della Nazionale maggiore, con la quale esordì nella serie di test autunnali del 2005, nella fattispecie contro Samoa.
Dopo l'esordio arrivarono anche le chiamate per tutti i Sei Nazioni a partire dal 2006, e la convocazione alla Coppa del Mondo di rugby 2007 in Francia.
Nel 2009 fu selezionato da Ian McGeechan nella squadra dei British and Irish Lions che intraprese il tour in Sudafrica; più recentemente fu parte della selezione inglese alla Coppa del Mondo di rugby 2011 in Nuova Zelanda.
Fuori dal campo gestisce, insieme al suo compagno di squadra Matt Stevens, un bar a Bath.

## Palmarès
- Premiership: 1
Bath: 2003-04.